# نظام صواريخ بوك
نظام صواريخ بوك (الروسية: Бук) (بالإنجليزية: Buk missile system) هو نظام صاروخي ذاتي الدفع متوسط المدى، من نظم صواريخ أرض-جو لديه القدرة على مهاجمة أهداف أرضية كذلك والتي طورت وصنعت من قبل الاتحاد السوفياتي والدولة خليفتها روسيا، والهدف من هذه الصواريخ هو صّد ومواجهة صواريخ كروز، والقنابل الذكية، والطائرات ذات الأجنحة الثابتة والدوارة، والطائرات بدون طيار.

## المستخدمون

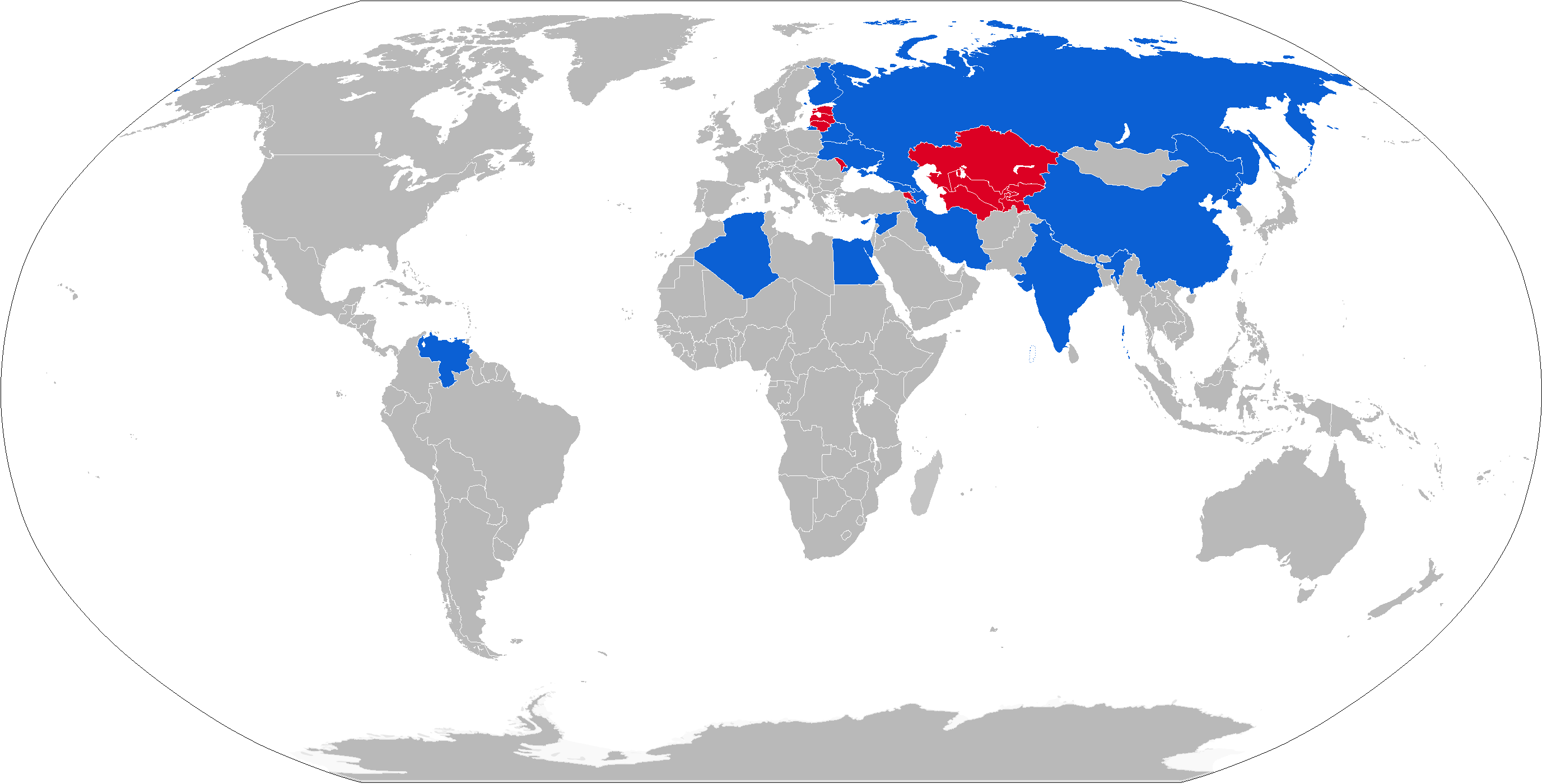
خريطة تمثل مستخدمي نظام صواريخ بوك الحاليين بالازرق والسابقين بالحمر

### مشغلون حاليون
- روسيا- أكثر من 350 9К37 و 9К317
- الصين- نسخة محسنة تسمى HQ-16.[2]
- الجزائر- 100 إصدارات بوك-M2.[3]
- جورجيا.[4]
- سوريا- 8 بطاريات 9К317E Buk-M2E سلمت من روسيا في 2011[5]
- مصر- إصدارات بوك-M1، وبوك M2.[6]
- أوكرانيا.[7][8][9]
- الهند.[10]
- بيلاروس.[11]
- فنلندا
- كوريا الشمالية.[12]
- أذربيجان
- قبرص.[13]
- أرمينيا.[14]
- أذربيجان.[15]
- كازاخستان.[16]
- باكستان.[17][18][19]
- فنزويلا.[20]

### مشغلون سابقون
الاتحاد السوفيتي